# Trichopaon villosus
Trichopaon villosus är en insektsart som beskrevs av Marius Descamps och Christiane Amédégnato 1972. Trichopaon villosus ingår i släktet Trichopaon och familjen gräshoppor. Inga underarter finns listade i Catalogue of Life.